# Vuelta a España 2022/3. Etappe
Die 3. Etappe der Vuelta a España 2022 fand am 21. August 2022 statt und war der Abschluss des Auslandstarts der 77. Austragung des spanischen Etappenrennens in den Niederlanden. Die Strecke führte von Breda nach Breda, wobei 193,2 Kilometer absolviert werden mussten. Nach der Zielankunft hatten die Fahrer insgesamt 391,6 Kilometer absolviert, was 11,9 % der Gesamtdistanz der Rundfahrt entspricht.
Nach der 3. Etappe wird der erste Ruhetag abgehalten, auf dem der Transfer nach Spanien durchgeführt wird.

## Streckenführung
Nach dem Start verließen die Fahrer Breda in Richtung Süden und passierten dabei das Schloss Bouvigne. Kurz vor der belgischen Landesgrenze, drehte die Fahrtrichtung in Richtung Südosten und führte in die belgische Exklave Baarle-Hertog. Nun ging es zurück Richtung Norden nach Oosterhout, ehe die Strecke dem Hollands Diep nach West folgte. Nachdem Bergen op Zoom und Hoogerheide durchfahren wurden, wurde auf dem Rijzendeweg, nach 133,8 Kilometern eine Bergwertung der 4. Kategorie abgenommen. Anschließend führte die Strecke über Roosendaal auf teils schmalen Straßen zurück nach Breda. In Sint Willebrord erfolgte 22,6 Kilometer vor dem Ziel ein Zwischensprint, bei dem Bonussekunden vergeben wurden. Die letzten rund 8 Kilometer wurden in dem Zielort auf breiten Straßen mit nur wenigen Kurven absolviert, ehe das Ziel auf der Claudius Prinsenlaan vor dem Holland Casino erreicht wurde.
|                            | Ort             | Kilometer | Länge (km) | Höhe (m) | Ø Steigung |
| -------------------------- | --------------- | --------- | ---------- | -------- | ---------- |
| Start                      | Breda           | 0         |            |          |            |
| Bergwertung (4. Kategorie) | Rijzendeweg     | 133,8     | 0,4        | 25       | 3,7 %      |
| Zwischensprint             | Sint Willebrord | 170,6     |            |          |            |
| Bonussprint                | Sint Willebrord | 170,6     |            |          |            |
| Ziel                       | Breda           | 193,2     |            |          |            |

## Rennverlauf und Ergebnisse
Kurz nach dem Start setzte sich eine Gruppe mit sieben Fahrern vom Hauptfeld ab. In dieser waren der Führende in der Bergwertung Julius van den Berg (EF Education-EasyPost), Thomas De Gendt (Lotto Soudal), Jan Bakelants (Intermarché-Wanty-Gobert Matériaux), José Herrada (Cofidis), Pau Miquel (Kern Pharma), Ander Okamika (Burgos-BH) und Mikel Iturria (Euskaltel-Euskadi) vertreten. Die Ausreißer konnten einen maximalen Vorsprung von rund drei Minuten herausfahren, während die Mannschaften Trek-Segafredo und Bora-hansgrohe in der Anfangsphase die Tempoarbeit im Peloton leisteten. Rund 140 Kilometer vor dem Ziel kam Michael Woods (Israel-Premier Tech) zu Sturz und musste das Rennen aufgeben. Sein Teamkollege Itamar Einhorn, Henri Vandenabeele (DSM) und Filippo Conca (Lotto Soudal) kamen ebenfalls zu Sturz, konnten das Rennen jedoch fortsetzen. Rund 60 Kilometer vor dem Ziel erreichte die Spitzengruppe die einzige Bergwertung des Tages, bei der sich Thomas De Gendt vor Julius van den Berg durchsetzte. Julius van den Berg behauptete jedoch die Führung in der Bergwertung. Rund 23 Kilometer vor dem Ziel setzte sich Thomas De Gendt auch beim Zwischensprint durch, ließ sich jedoch wenig später ins Hauptfeld zurückfallen, da der Vorsprung der Ausreißer auf unter eine Minute geschmolzen war.
Rund 21 Kilometer vor dem Ziel kam Richard Carapaz (Ineos Grenadiers) zu Sturz, kehrte jedoch wenig später mit seinen Teamkollegen Tao Geoghegan Hart und Carlos Rodríguez ins Hauptfeld zurück. Elf Kilometer vor dem Ziel wurden die Ausreißer eingeholt und die Teams der Sprinter setzten sich an die Spitze des Pelotons. Im Finale eröffnete Pascal Ackermann (UAE Team Emirates) den Sprint, wurde jedoch von Sam Bennett (Bora-hansgrohe) überholt, der sich souverän vor Mads Pedersen (Trek-Segafredo) und Daniel McLay (Arkéa-Samsic) durchsetzte. Der Gesamtführende Mike Teunissen (Jumbo-Visma) überquerte den Zielstrich im hinteren Teil des Hauptfeldes, wodurch sein Teamkollege Edoardo Affini aufgrund der besseren Durchschnittsplatzierungen das Rote Trikot übernahm. In der Punktewertung und Nachwuchswertung gab es mit Sam Bennett und Ethan Hayter (Ineos Grenadiers) keine Veränderungen. Mit Ausnahme von Michael Woods erreichten alle Fahrer, die bei der Etappe gestartet waren, das Ziel.
| \| Etappenergebnis \| Etappenergebnis \| Etappenergebnis \| Etappenergebnis \| Etappenergebnis \| \| Fahrer \| Fahrer \| Land \| Team \| Zeit \| \| --------------- \| ---------------- \| ---------------------- \| ----------------------- \| --------------- \| \| 1. \| Sam Bennett \| Irland \| Bora-Hansgrohe \| 4 h 05 min 53 s \| \| 2. \| Mads Pedersen \| Dänemark \| Trek-Segafredo \| + 0 s \| \| 3. \| Daniel McLay \| Vereinigtes Königreich \| Arkéa-Samsic \| + 0 s \| \| 4. \| Bryan Coquard \| Frankreich \| Cofidis \| + 0 s \| \| 5. \| Fabian Lienhard \| Schweiz \| Groupama-FDJ \| + 0 s \| \| 6. \| Tim Merlier \| Belgien \| Alpecin-Deceuninck \| + 0 s \| \| 7. \| Kaden Groves \| Australien \| Team BikeExchange-Jayco \| + 0 s \| \| 8. \| Cedric Beullens \| Belgien \| Lotto-Soudal \| + 0 s \| \| 9. \| Pascal Ackermann \| Deutschland \| UAE Team Emirates \| + 0 s \| \| 10. \| Danny van Poppel \| Niederlande \| Bora-Hansgrohe \| + 0 s \| |                  |                        |                         |                 |
| |                  |                        |                         |                 |
| Quelle: ProCyclingStats |                  |                        |                         |                 |
| Etappenergebnis |                  |                        |                         |                 |
| Fahrer | Fahrer           | Land                   | Team                    | Zeit            |
| 1. | Sam Bennett      | Irland                 | Bora-Hansgrohe          | 4 h 05 min 53 s |
| 2. | Mads Pedersen    | Dänemark               | Trek-Segafredo          | + 0 s           |
| 3. | Daniel McLay     | Vereinigtes Königreich | Arkéa-Samsic            | + 0 s           |
| 4. | Bryan Coquard    | Frankreich             | Cofidis                 | + 0 s           |
| 5. | Fabian Lienhard  | Schweiz                | Groupama-FDJ            | + 0 s           |
| 6. | Tim Merlier      | Belgien                | Alpecin-Deceuninck      | + 0 s           |
| 7. | Kaden Groves     | Australien             | Team BikeExchange-Jayco | + 0 s           |
| 8. | Cedric Beullens  | Belgien                | Lotto-Soudal            | + 0 s           |
| 9. | Pascal Ackermann | Deutschland            | UAE Team Emirates       | + 0 s           |
| 10. | Danny van Poppel | Niederlande            | Bora-Hansgrohe          | + 0 s           |

## Gesamtstände
| \| Gesamtwertung \| Gesamtwertung \| Gesamtwertung \| Gesamtwertung \| Gesamtwertung \| \| Fahrer \| Fahrer \| Land \| Team \| Zeit \| \| ------------- \| ---------------- \| ---------------------- \| ---------------- \| --------------- \| \| 1. \| Edoardo Affini \| Italien \| Jumbo-Visma \| 8 h 20 min 07 s \| \| 2. \| Sam Oomen \| Niederlande \| Jumbo-Visma \| + 0 s \| \| 3. \| Primož Roglič \| Slowenien \| Jumbo-Visma \| + 0 s \| \| 4. \| Sepp Kuss \| Vereinigte Staaten \| Jumbo-Visma \| + 0 s \| \| 5. \| Mike Teunissen \| Niederlande \| Jumbo-Visma \| + 0 s \| \| 6. \| Robert Gesink \| Niederlande \| Jumbo-Visma \| + 0 s \| \| 7. \| Ethan Hayter \| Vereinigtes Königreich \| Ineos Grenadiers \| + 13 s \| \| 8. \| Richard Carapaz \| Ecuador \| Ineos Grenadiers \| + 13 s \| \| 9. \| Carlos Rodríguez \| Spanien \| Ineos Grenadiers \| + 13 s \| \| 10. \| Pavel Sivakov \| Frankreich \| Ineos Grenadiers \| + 13 s \| |                  |                        |                  |                 |
| |                  |                        |                  |                 |
| Quelle: ProCyclingStats |                  |                        |                  |                 |
| Gesamtwertung |                  |                        |                  |                 |
| Fahrer | Fahrer           | Land                   | Team             | Zeit            |
| 1. | Edoardo Affini   | Italien                | Jumbo-Visma      | 8 h 20 min 07 s |
| 2. | Sam Oomen        | Niederlande            | Jumbo-Visma      | + 0 s           |
| 3. | Primož Roglič    | Slowenien              | Jumbo-Visma      | + 0 s           |
| 4. | Sepp Kuss        | Vereinigte Staaten     | Jumbo-Visma      | + 0 s           |
| 5. | Mike Teunissen   | Niederlande            | Jumbo-Visma      | + 0 s           |
| 6. | Robert Gesink    | Niederlande            | Jumbo-Visma      | + 0 s           |
| 7. | Ethan Hayter     | Vereinigtes Königreich | Ineos Grenadiers | + 13 s          |
| 8. | Richard Carapaz  | Ecuador                | Ineos Grenadiers | + 13 s          |
| 9. | Carlos Rodríguez | Spanien                | Ineos Grenadiers | + 13 s          |
| 10. | Pavel Sivakov    | Frankreich             | Ineos Grenadiers | + 13 s          |

| Punktewertung | Punktewertung    | Punktewertung          | Punktewertung           | Punktewertung |
| Fahrer        | Fahrer           | Land                   | Team                    | Punkte        |
| ------------- | ---------------- | ---------------------- | ----------------------- | ------------- |
| 1.            | Sam Bennett      | Irland                 | Bora-Hansgrohe          | 117 P.        |
| 2.            | Mads Pedersen    | Dänemark               | Trek-Segafredo          | 80 P.         |
| 3.            | Pascal Ackermann | Deutschland            | UAE Team Emirates       | 34 P.         |
| 4.            | Tim Merlier      | Belgien                | Alpecin-Deceuninck      | 34 P.         |
| 5.            | Daniel McLay     | Vereinigtes Königreich | Arkéa-Samsic            | 34 P.         |
| 6.            | Thomas De Gendt  | Belgien                | Lotto-Soudal            | 20 P.         |
| 7.            | Kaden Groves     | Australien             | Team BikeExchange-Jayco | 19 P.         |
| 8.            | Mike Teunissen   | Niederlande            | Jumbo-Visma             | 18 P.         |
| 9.            | Bryan Coquard    | Frankreich             | Cofidis                 | 18 P.         |
| 10.           | Ethan Hayter     | Vereinigtes Königreich | Ineos Grenadiers        | 17 P.         |

| Bergwertung | Bergwertung         | Bergwertung | Bergwertung           | Bergwertung |
| Fahrer      | Fahrer              | Land        | Team                  | Punkte      |
| ----------- | ------------------- | ----------- | --------------------- | ----------- |
| 1.          | Julius van den Berg | Niederlande | EF Education-EasyPost | 3 P.        |
| 2.          | Thomas De Gendt     | Belgien     | Lotto-Soudal          | 2 P.        |
| 3.          | Thibault Guernalec  | Frankreich  | Arkéa-Samsic          | 1 P.        |

| Nachwuchswertung | Nachwuchswertung | Nachwuchswertung       | Nachwuchswertung        | Nachwuchswertung |
| Fahrer           | Fahrer           | Land                   | Team                    | Zeit             |
| ---------------- | ---------------- | ---------------------- | ----------------------- | ---------------- |
| 1.               | Ethan Hayter     | Vereinigtes Königreich | Ineos Grenadiers        | 8 h 20 min 20 s  |
| 2.               | Carlos Rodríguez | Spanien                | Ineos Grenadiers        | + 0 s            |
| 3.               | Pavel Sivakov    | Frankreich             | Ineos Grenadiers        | + 0 s            |
| 4.               | Lucas Plapp      | Australien             | Ineos Grenadiers        | + 0 s            |
| 5.               | Remco Evenepoel  | Belgien                | Quick-Step Alpha Vinyl  | + 1 s            |
| 6.               | Ilan Van Wilder  | Belgien                | Quick-Step Alpha Vinyl  | + 1 s            |
| 7.               | Kaden Groves     | Australien             | Team BikeExchange-Jayco | + 18 s           |
| 8.               | Juan Ayuso       | Spanien                | UAE Team Emirates       | + 20 s           |
| 9.               | João Almeida     | Portugal               | UAE Team Emirates       | + 20 s           |
| 10.              | Brandon McNulty  | Vereinigte Staaten     | UAE Team Emirates       | + 20 s           |

| Mannschaftswertung | Mannschaftswertung     | Mannschaftswertung           | Mannschaftswertung |
| Team               | Team                   | Land                         | Zeit               |
| ------------------ | ---------------------- | ---------------------------- | ------------------ |
| 1.                 | Jumbo-Visma            | Niederlande                  | 24 h 11 min 01 s   |
| 2.                 | Ineos Grenadiers       | Vereinigtes Königreich       | + 13 s             |
| 3.                 | Quick-Step Alpha Vinyl | Belgien                      | + 14 s             |
| 4.                 | BikeExchange-Jayco     | Australien                   | + 31 s             |
| 5.                 | UAE Team Emirates      | Vereinigte Arabische Emirate | + 33 s             |
| 6.                 | Groupama-FDJ           | Frankreich                   | + 38 s             |
| 7.                 | Bora-Hansgrohe         | Deutschland                  | + 41 s             |
| 8.                 | Trek-Segafredo         | Vereinigte Staaten           | + 42 s             |
| 9.                 | Bahrain Victorious     | Bahrain                      | + 42 s             |
| 10.                | Movistar Team          | Spanien                      | + 43 s             |

## Ausgeschiedene Fahrer
Die folgenden Fahrer waren aus der Tour ausgeschieden:
- Michael Woods (Israel-Premier Tech) – DNF wegen Gehirnerschütterung nach Sturz